# Stephanie Vaquer
Ana Stephanie Vaquer González (San Fernando, 29 de marzo de 1993), conocida como Stephanie Vaquer, es una luchadora profesional chilena. Actualmente trabaja para la empresa estadounidense WWE, donde se presenta en la marca Raw. Anteriormente, fue parte de la marca NXT, donde fue Campeona Femenina y Campeona Norteamericana Femenina.
Se autodenominó como la Primera, por haber sido la primera luchadora profesional sudamericana en presentarse para el Consejo Mundial de Lucha Libre (CMLL) en México, país donde además consiguió la residencia.
En CMLL fue Campeona Mundial Femenil y campeona inaugural, junto a Zeuxis, del Campeonato Mundial Femenil en Parejas. Fue la primera luchadora en la historia del CMLL en ostentar ambos títulos simultáneamente, lo cual hizo hasta su salida de la compañía en julio de 2024. También ha luchado para la promoción estadounidense All Elite Wrestling (AEW), y la promoción británica Revolution Pro Wrestling, esto gracias a la asociación de ambas organizaciones con CMLL.
Adicionalmente, es conocida por sus breves temporadas luchísticas en promociones japonesas, como World Wonder Ring Stardom, Ice Ribbon, Tokyo Joshi Pro-Wrestling y New Japan Pro-Wrestling, donde fue Campeona Femenina STRONG.

## Primeros años
Ana Stephanie Vaquer González nació el 29 de marzo de 1993 en San Fernando, Chile. Durante su niñez vivió en diversos lugares del país como Calama, Puerto Montt y Chiloé, hasta radicarse en la ciudad de San Antonio.

## Carrera

### Inicios (2009-2018)
Vaquer comenzó a entrenar lucha libre profesional en su natal Chile, aspirando a que dicho deporte se convirtiera en su carrera. Allí fue entrenada bajo el tutelaje de Paul Slandering e hizo su debut en febrero de 2009. Sin embargo, sus combates iniciales documentados ocurrieron en agosto de 2010, en pequeños eventos independientes en Chile, en los que se presentó con el nombre de Dark Angel. Al pasar los años, quedó disconforme con su maestro anterior, principalmente por su falta de profesionalismo, motivo por el cual buscó otros horizontes para profesionalizar su carrera como luchadora, donde finalmente emigró el 2013 a México. 
El 22 de diciembre de 2013 debutó en México en un combate contra Heroína, realizado en la Arena Coliseo Coacalco. En ese país, recibió entrenamiento adicional de los luchadores Ricky Marvin, Último Guerrero, Gran Apache, y Villano IV.

### Promociones internacionales (2018-2019)
En 2018, Vaquer debutó en Japón para la promoción femenina World Wonder Ring Stardom, luchando 5 combates durante 3 semanas de julio a agosto, incluida una lucha titular. Ese mismo año, participó en un tryout para la empresa estadounidense WWE, el cual se realizó en su país de origen, Chile.
El 16 de febrero de 2019, junto a Ricky Marvin, se enfrentó en una lucha mixta contra José Caporal y Mary Caporal para ganar el Campeonato Mixto en Parejas de la Arena Cuautitlán Izcalli. Ambos defendieron con éxito los títulos el 3 de agosto en un encuentro contra Baronessa y Psycho Kid, antes de dejarlos vacantes debido a la incorporación de Vaquer al Consejo Mundial de Lucha Libre (CMLL).

### Consejo Mundial de Lucha Libre (2019-2024)
Vaquer comenzó a luchar para el Consejo Mundial de Lucha Libre (CMLL) en México en agosto de 2019, convirtiéndose en la primera luchadora sudamericana en firmar con la empresa. Inicialmente fue invitada de temporada para CMLL, ya que alternaba su tiempo en México con combates de lucha libre en su natal Chile y en Japón. Más tarde se uniría a la promoción a tiempo completo.
El 10 de febrero de 2023, Vaquer formó equipo con una Zeuxis que regresaba, donde derrotaron a Marcela y Princesa Sugehit. El 21 de marzo, derrotaron a Las Chicas Indomables (La Jarochita & Lluvia) para convertirse en las campeonas inaugurales en parejas femeninas de Occidente. La victoria marcó el primer título de Vaquer en CMLL.  El 16 de septiembre, en el Show del 90 Aniversario del CMLL, Vaquer y Zeuxis derrotaron nuevamente a Las Chicas Indomables, esta vez para convertirse en las campeonas mundiales inaugurales en parejas femeninas del CMLL. El 29 de septiembre, en Noche de Campeones, Vaquer derrotó a La Catalina para ganar el vacante Campeonato Mundial Femenil del CMLL.
El 10 de julio de 2024, se reveló que Vaquer abandonaba el CMLL, dejando vacantes ambos, el Campeonato Mundial Femenil de CMLL y el Campeonato Mundial Femenil de Parejas de CMLL.

### New Japan Pro-Wrestling (2023-2024)
El 27 de abril de 2023, New Japan Pro-Wrestling (NJPW) anunció que Vaquer representaría al CMLL en un torneo de eliminación simple de cuatro mujeres el 21 de mayo en Resurgence para coronar a la Campeona Femenina STRONG inaugural. En Resurgence, Vaquer perdió ante Mercedes Moné durante las semifinales del torneo. El 10 de noviembre, en Lonestar Shootout, Vaquer retó a Mayu Iwatani por el Campeonato Femenino de la IWGP, pero no logró ganar el combate.
El 10 de marzo de 2024, Vaquer luchó en la noche 2 del Torneo Cenicienta 2024 organizado por la promoción hermana de NJPW, World Wonder Ring Stardom, derrotando a Giulia para capturar el Campeonato Femenino STRONG. Pero en AEW Forbidden Door tuvo un feudo en contra de Mercedes Mone y en dicho evento perdió su Campeonato Strong de Japón, convirtiendo a Mercedes Mone en doble campeona tanto de TBS como de NJPW Strong.

### Revolution Pro Wrestling (2024)
El 17 de mayo de 2024, debutó para Revolution Pro Wrestling en Fantastica Mania: UK show 1, derrotando a Kanji. En el segunda Fantastica Mania: UK show, Vaquer defendió exitosamente su Campeonato Femenino STRONG ante Rhio.

### All Elite Wrestling (2024)
En el episodio del 29 de mayo de 2024 de Dynamite, Vaquer debutó en All Elite Wrestling (AEW), confrontando a la Campeona TBS de AEW, Mercedes Moné. Vaquer hizo su debut en un ring de AEW en el episodio del 29 de junio de Collision, derrotando a Lady Frost. El 30 de junio en Forbidden Door, perdió su Campeonato Femenino NJPW Strong ante Moné, en una lucha en la que la ganadora se llevaba todo, en la cual también estaba en juego el Campeonato TBS.

### WWE (2024–presente)

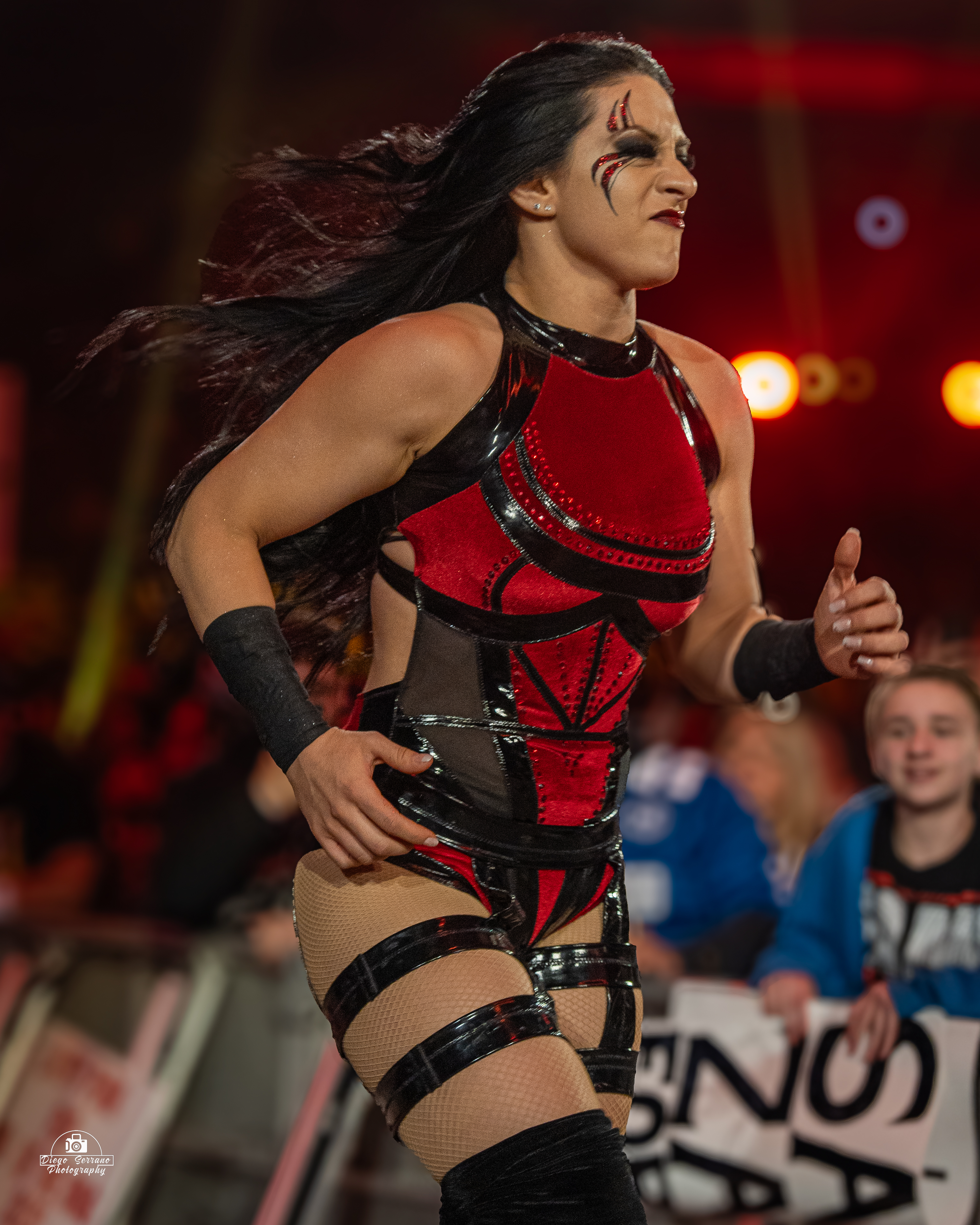
Vaquer haciendo su entrada en Royal Rumble, el 1 de febrero de 2025.

El 10 de julio de 2024, Shawn Michaels, vicepresidente sénior de Desarrollo de Talento Creativo y jefe de bookeo de NXT, anunció en sus redes sociales que Vaquer había firmado oficialmente con la compañía. El 13 de julio en la Arena Ciudad de México, Vaquer tuvo su primera presentación como parte de WWE durante la gira que realizaron en México, y además hizo debut en el ring para la empresa, derrotando a Isla Dawn en una lucha individual. Esa misma noche, confirmó que había sido asignada al roster de la marca NXT. En el episodio del 24 de septiembre de NXT, hizo presencia vía satelital durante una conferencia de prensa entre la Campeona Femenina de NXT, Roxanne Perez, y Giulia, para anunciar sus intenciones futuras de una lucha por el título de Perez. El 8 de octubre en la segunda semana de la premier de NXT en CW, Vaquer hizo su debut oficial para la marca, apareciendo para apoyar a Giulia a atacar a Perez y Cora Jade. Su debut en lucha se produjo en la edición del 15 de octubre, con una victoria sobre Wren Sinclair. Tras el encuentro, fue atacada por Jade y Perez hasta que Giulia salió en su auxilio; al poco tiempo fue anunciado que Vaquer y Giulia se enfrentarían a Perez y Jade en una lucha por equipos en Halloween Havoc, en el que salieron victoriosas cuando Vaquer le aplicó la cuenta a tres a Perez. El 7 de diciembre en NXT Deadline, compitió en la lucha Iron Survivor Challenge que determinaría a la contendiente principal al Campeonato Femenino de NXT, sin lograr ganar.
El 1 de febrero de 2025, en Royal Rumble, ingresó a la contienda femenina con la entrada número veinticuatro, de la que fue eliminada por Nia Jax. El 15 de febrero en NXT: Vengeance Day, Vaquer derrotó a Fallon Henley para ganar el Campeonato Norteamericano Femenino de NXT, siendo este su primer título con la empresa. Con esto, se convirtió en la primera luchadora chilena y sudamericana en ganar un campeonato de WWE.
El 11 de marzo de 2025, en el especial televisivo NXT Roadblock, Vaquer derrotó a Giulia en un Winner Takes All Match y ganó el Campeonato Femenino de NXT, convirtiéndose en la primera doble campeona individual de la marca y en la tercera mujer en poseer dos títulos unipersonales de forma simultánea en WWE, tras Paige (Campeonato Femenino de NXT y Campeonato de Divas de WWE en 2014) y Becky Lynch (Campeonato Femenino de Raw y Campeonato Femenino de SmackDown  en WrestleMania 35 en 2019).
El 25 de marzo, Vaquer volvió a marcar un hito en WWE al defender exitosamente el Campeonato Femenino de NXT ante Jaida Parker y, más tarde esa noche, el Campeonato Norteamericano Femenino de NXT ante Fallon Henley, para convertirse en la primera luchadora -o luchador- en la historia de la compañía en salir victoriosa en dos combates titulares una misma jornada. 
En la edición del 1 de abril de NXT, Vaquer y la gerente Ava anunciaron que la chilena dejaba vacante el Campeonato Norteamericano Femenino con la idea de potenciar a la división femenina de la marca y concentrarse en la defensa del Campeonato Femenino de NXT. Tras ello, el 19 de abril, en el evento NXT Stand & Deliver, Vaquer defendió con éxito el título ante Giulia, Jaida Parker y Jordynne Grace. Un día más tarde, se impuso en la categoría «Superestrella Revelación del Año» de los Slammy Awards. El 21 de abril, Vaquer hizo su debut en Raw, enfrentando a la campeona mundial, Iyo Sky, en un combate que terminó sin resultado por la intervención de Roxanne Perez y Giulia. Al día siguiente, en NXT, defendió nuevamente con éxito su campeonato ante Perez. Una semana más tarde, el 28 de abril, en Raw, Vaquer consiguió su primer triunfo en el main roster al vencer a Ivy Nile.
El 25 de mayo, Vaquer sumó la cuarta defensa exitosa de su título, derrotando a Jordynne Grace en el evento NXT Battleground.Sin embargo, el 27 de mayo en NXT, perdió el campeonato ante Jacy Jayne, luego de la interferencia de Chik Tormenta, Dalys, y las integrantes de Fatal Influence Fallon Henlley y Jazmyn Nix, terminando con 77 días de reinado.
El 30 de mayo, el gerente Adam Pearce anunció la incorporación oficial de Vaquer a Raw. El debut en su nueva marca se produjo el lunes 2 de junio, con una victoria sobre Ivy Nile y Liv Morgan para lograr su clasificación a Money in the Bank. El 7 de junio, Vaquer fue parte de dos eventos. Primero, junto a Lola Vice, derrotó a Dalys & Chik Tormenta en Worlds Collide y, más tarde, fue parte de la lucha femenina en Money in the Bank, la que, finalmente, fue ganada por Naomi.
El 13 de julio de 2025, en el evento Evolution, Vaquer ganó una Women's Battle Royal de 20 luchadoras y con ello una oportunidad titular en el evento Clash in Paris.

## Vida personal
Ha descrito a la luchadora mexicana Reina Dorada como su amiga más cercana.
En una entrevista en 2020 manifestó no querer tener hijos y no creer en el matrimonio ni en Dios. No obstante, en 2025 ha mencionado públicamente sentirse «bendecida» y ha realizado referencias a Dios de manera espontánea, sin manifestar una fe o creencia en particular.  
El 4 de marzo de 2023, Vaquer presentó una denuncia penal por violencia doméstica en contra de su pareja, el luchador Rogelio Reyes, conocido como El Cuatrero, quien había trabajado con ella en el Consejo Mundial de Lucha Libre. Según la denuncia, Reyes la asfixió y la arrojó contra una pared. El 9 de marzo, el CMLL emitió un comunicado, afirmando que «condenan enérgicamente cualquier forma de violencia contra la mujer y reiteran nuestro compromiso de promover una vida libre de violencia y acoso en nuestro personal y asistentes a nuestras arenas». El 10 de marzo, luego de un programa de AAA en la ciudad de Aguascalientes, Reyes fue detenido con orden de aprehensión en la Ciudad de México y acusado de tentativa de feminicidio.
Es fanática del rock y metal, siendo sus bandas favoritas Arch Enemy e Iron Maiden.

## Campeonatos y logros
- Alianza Universal De Lucha Libre
  - AULL Women's Championship (1 vez)[64]

- Arena Cuautitlán Izcalli

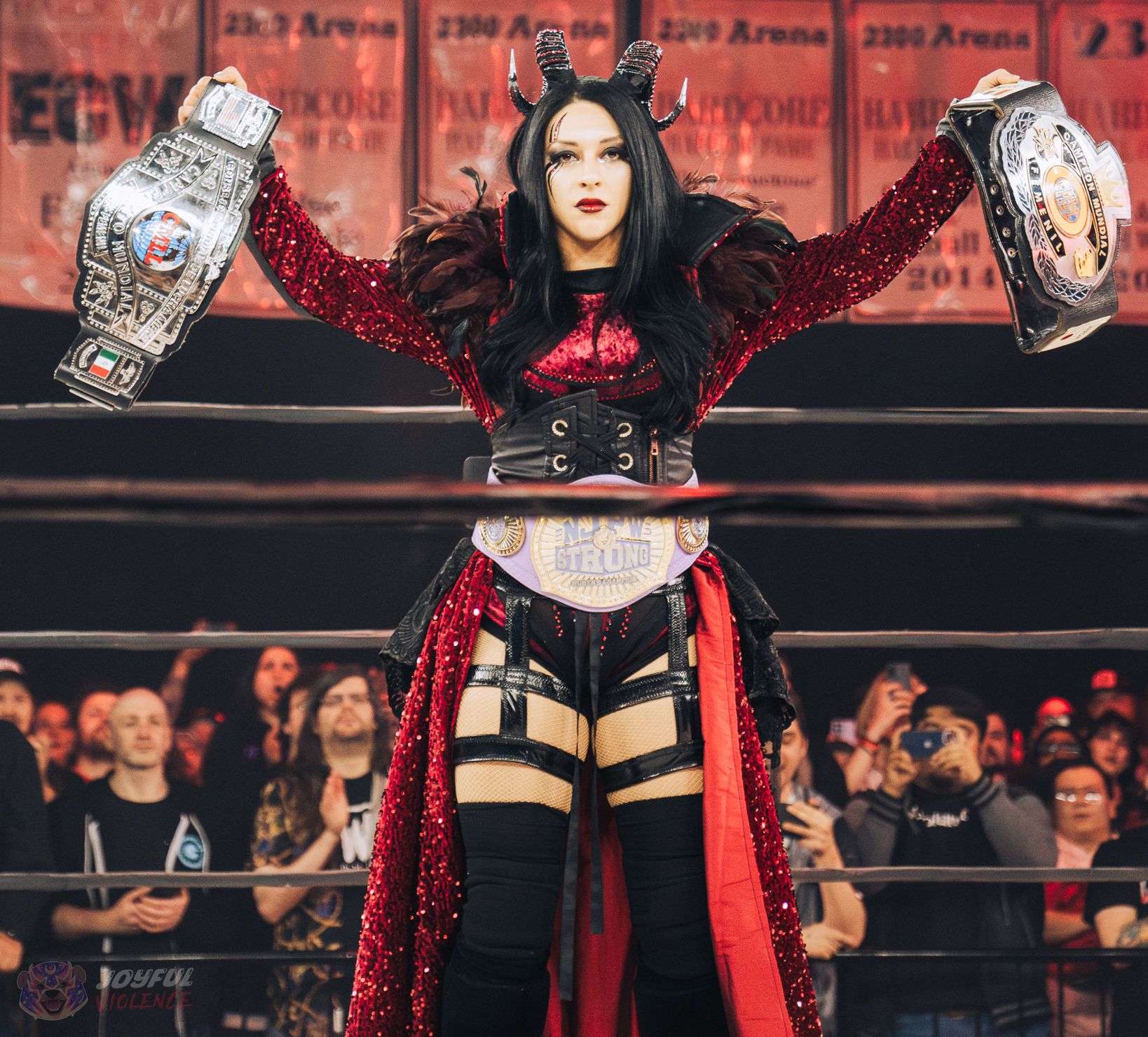
Vaquer con los cinturones del Campeonato Mundial Femenil del CMLL (mano izquierda), del Campeonato Mundial Femenil en Parejas del CMLL (mano derecha) y del Campeonato Femenino STRONG (cintura).

Vaquer con el cinturón del NXT Women's Championship.

  - Campeonato Mixto en Parejas de la Arena Cuautitlán Izcalli (1 vez) – con Ricky Marvin

- Arena Azteca Budokan
  - Arena Azteca Budokan International Women's Championship (1 vez)

- Consejo Mundial de Lucha Libre
  - Campeonato Mundial Femenil del CMLL (1 vez)
  - Campeonato Mundial Femenil en Parejas del CMLL (1 vez, inaugural) – con Zeuxis
  - Campeonato de Parejas Femenil de Occidente (1 vez, inaugural) – con Zeuxis

- Guerreros de la Lucha Libre
  - Campeona absoluta de GDLL (1 vez)

- IWC Legacy
  - IWC Women's Championship (1 vez)

- New Japan Pro-Wrestling
  - NJPW STRONG Women's Championship (1 vez)[65]

- WWE
  - NXT Women's Championship (1 vez)
  - NXT Women's North American Championship (1 vez)
  - Evolution Battle Royal (2025)
  - Slammy Awards (1 vez)
    - Superestrella revelación del año (2025)

- Pro Wrestling Illustrated
  - Rankeada No. 54 en el top 150 de luchadoras femeninas en el PWI Women's 150 de 2023
  - Rankeada No. 5 en el top 150 de luchadoras femeninas en el PWI Women's 150 de 2024